# أنجلينا (مغنية فرنسية)
أنجيلينا نافا (بالفرنسية: Angelina)‏ (من مواليد 4 نوفمبر 2006) والمعروفة باسم أنجلينا هي مغنية فرنسية، حققت شهرة بعد فوزها بالموسم الفرنسي الرابع لفيلم كيدز. بعد مرور عام، مثلت بلدها في مسابقة الأغنية الأوروبية جونيور 2018 مع أغنية (Jamais sans toi) ، وجاءت في المركز الثاني. في ربيع عام 2019 ، أصدرت ألبومها الأول
(Ma voie) ، مع أغنية بعنوان (Maman me dit) كأغنية منفردة.